# Artabaszdosz bizánci császár
Artabaszdosz (ógörögül: Αρτάβασδος, Αρτάβαζος, latinul: Artabasdus, eredeti nevén Artavazd, ? – 743 után, uralkodott 742 júniusa – 743. november 2.) a Bizánci Birodalom örmény származású császára volt, aki III. León vejeként lépett fel annak fia, V. Kónsztantinosz ellenében.
Először az Armeniakon thema sztratégoszaként hallani róla, amikor is megegyezett az Anatolikon thema parancsnokával, Leóval arról, hogy támogatja trónigényét. Cserében megkapta a kuropalatészi címet, Leó lányának a kezét és a legnagyobb és legfontosabb thema, a Konstantinápoly mellett fekvő Opszikion vezetését. Ilyen minőségben lázadt fel váratlanul az arabok elleni hadjáratra induló V. Kónsztantinosz ellen, akit legyőzött.
Artabaszdoszt az elhunyt császár és fia képrombolási törekvései miatt kedvezően fogadták: a Kónsztantinosz által hátrahagyott régens, Theophanész Monutész, és az addig ikonoklaszta pátriárka, Anasztasziosz is a bitorló mellé állt. Artabaszdoszt és idősebb fiát, Niképhoroszt császárrá koronázták, kisebbik fia, Nikétasz pedig az Armeniakon thema sztratégosza lett. Az új császár, akit III. Gergely pápa is elismert, nyomban visszavonta az ikonok üldözését elrendelő rendelkezéseket.
V. Kónsztantinosz közben atyja hajdani tartományába, a képromboló ideológia bástyájának számító Anatolikon thema központjába érkezett. Amorionban lelkesen fogadták, és az Anatolikon körzetből nemrég kiszakított Thrakészion is mellé állt. Sógorát Thrakia, Opszikion és Armeniakon támogatta, bár ez utóbbiak meglehetősen lagymatagul – így is mutatva a képrombolás ázsiai eredetét.
743 májusában Thrakészionban, Szardesz mellett azelőtt sikerült legyőzni Artabaszdoszt, hogy Nikétasz örményországi csapatai csatlakozhattak volna hozzá. Augusztusban ez utóbbiak is vereséget szenvedtek V. Kónsztantinosztól Modrina mellett. A képromboló csapatok szeptemberben már a thrakiai sztratégosz által védett Konstantinápoly falai alatt álltak, és november 2-án bevették a fővárost.
Artabaszdoszt és fiait megvakíttatták, Anasztasziosz pátriárkát pedig nyilvánosan megszégyenítették, de a helyén maradhatott. Számos hívüket végezték ki. A képtisztelő irányzat csak V. Kónsztantinosz után jutott diadalra.